# Constitution du Lesotho
Lire en ligne

Consulter

La Constitution du Lesotho est la loi fondamentale du Lesotho adoptée le 2 avril 1993. Elle a été modifiée depuis à cinq reprises.

## Compléments